# Campylocephalus
Campylocephalus é um gênero de euriptérido, um grupo extinto de artrópodes aquáticos. Fósseis de Campylocephalus foram encontrados em depósitos que variam do período Carbonífero na República Tcheca (espécie C. salmi) ao período Permiano na Rússia (espécies C. oculatus e C. permianus). O nome genérico é composto pelas palavras gregas καμπύλος (kampýlos), que significa "curvado", e κεφαλή (kephalē), que significa "cabeça".
Era um membro da família Hibbertopteridae [en] de euriptéridos e provavelmente tinha uma aparência semelhante aos outros membros da família, Hibbertopterus e  Vernonopterus, sendo um animal grande, largo e pesado, bem diferente dos euriptéridos nadadores (como Pterygotus e Eurypterus) que eram comuns em períodos anteriores. Como todos os outros euriptéridos da subordem Stylonurina [en], Campylocephalus não possuía nadadeiras.
Membros da família Hibbertopteridae como Campylocephalus eram, como muitas outras famílias dentro da subordem Stylonurina, alimentadores por varredura. Essa estratégia de alimentação envolve apêndices especializados com lâminas que os animais usavam para revolver o substrato de seus ambientes em busca de pequenas presas.
A espécie C. permianus, conhecida de depósitos do Permiano Superior na Rússia, é a única espécie de Campylocephalus preservada o suficiente para permitir estimativas de tamanho, com estudos publicados sugerindo que poderia atingir 1,4 metros de comprimento. Essa espécie estava entre os últimos euriptéridos conhecidos, vivendo pouco antes ou durante o evento de extinção do Permiano-Triássico há 251,9 milhões de anos. Antes desse evento, os euriptéridos já vinham declinando em número e diversidade por milhões de anos; Campylocephalus foi o único gênero conhecido de euriptéridos vivos por mais de 20 milhões de anos desde a extinção do gênero relacionado Hastimima [en].

## Descrição

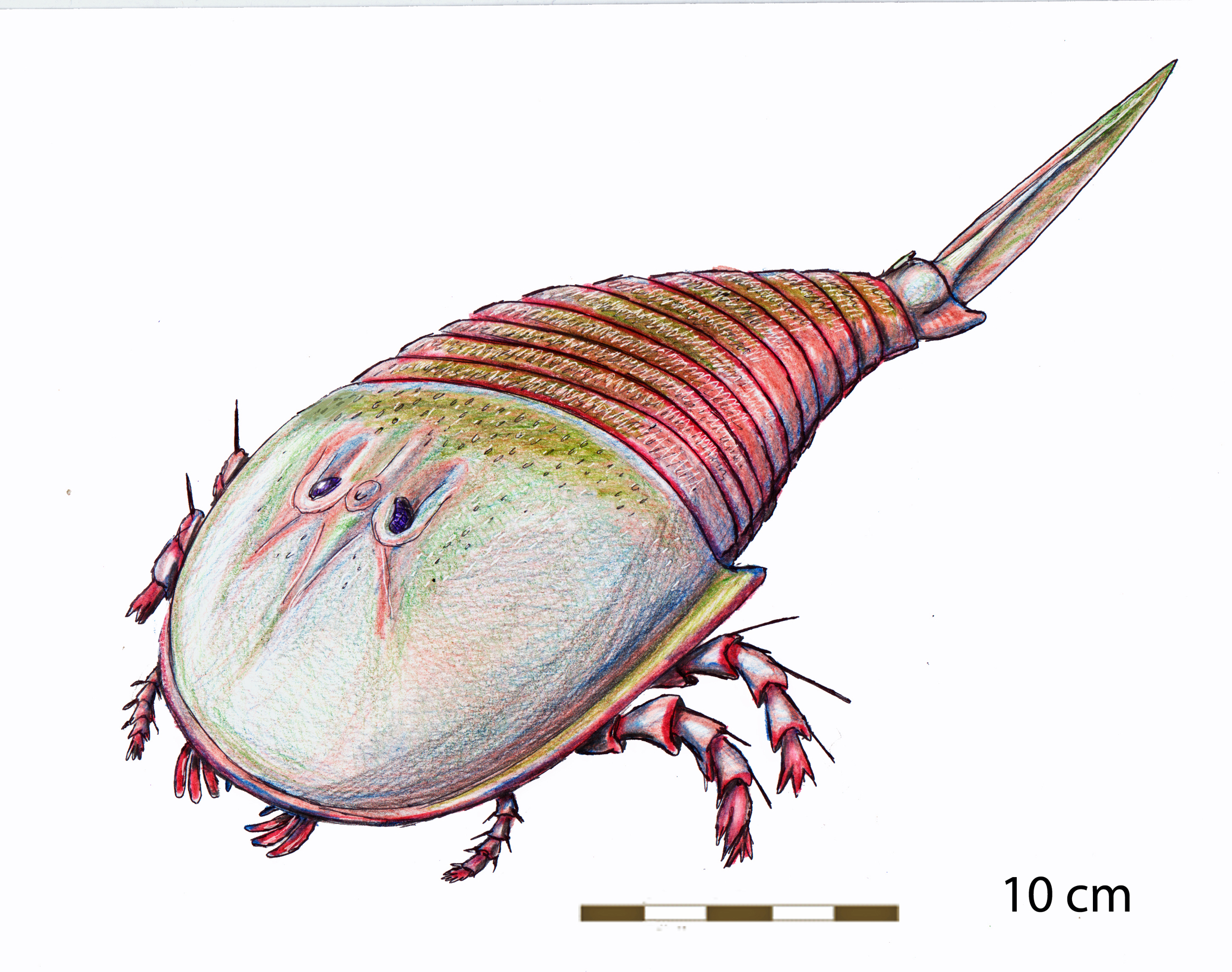
Restauração de C. oculatus. Elementos ausentes são baseados em membros da família Hibbertopteridae próximos

Classificado como membro da família Hibbertopteridae de euriptéridos, Campylocephalus era, em geral, semelhante aos outros membros da família. Era uma criatura grande, larga e pesada, bem diferente da maioria dos euriptéridos nadadores anteriores, como Pterygotus e Eurypterus. Como membro da subordem Stylonurina, Campylocephalus não possuía nadadeiras.
Várias características distinguem Campylocephalus de outros gêneros de sua família, em particular do próximo Hibbertopterus. Campylocephalus tinha um cefalotórax (cabeça) subelíptico (quase elíptico), subsemicircular (quase em forma de semicírculo) e fortemente convexo, sendo mais largo na seção média. Os olhos compostos de Campylocephalus eram posicionados lateralmente (nas laterais da cabeça) e separados por lobos inflados no meio. Atrás dos olhos, na carapaça (o segmento do exoesqueleto que cobre a cabeça), havia estruturas semelhantes a lobos chamadas lobos palpebrais.
Assim como o cefalotórax, os tergitos (segmentos na parte superior do corpo) do abdômen eram convexos e possuíam processos articulares (estruturas projetadas que ajudavam os segmentos a se encaixarem). Os apêndices (membros) de Campylocephalus são raramente preservados e, por isso, são quase completamente desconhecidos.
Devido à incompletude dos restos fósseis atribuídos a Campylocephalus, determinar seu tamanho é difícil, e até agora não existem estimativas formais publicadas para a espécie-tipo C. oculatus ou para a espécie C. salmi. Os únicos restos fósseis conhecidos de C. permianus, uma carapaça incompleta massiva, sugerem um euriptérido muito grande, potencialmente atingindo 1,4 metros de comprimento.
Em C. oculatus, os olhos eram semilunares (quase em forma de lua) e posicionados perto do centro da carapaça, com pequenos ocelos (olhos simples sensíveis à luz) entre eles. Sua carapaça apresentava pequenas proeminências irregulares, uma borda anterior arredondada e uma borda posterior recortada. Os segmentos torácicos (segmentos do tórax) da espécie eram retos e estreitos. Os olhos de C. salmi eram semelhantes, estando muito próximos um do outro. Os olhos também eram uma característica distintiva em C. permianus, onde estavam posicionados mais posteriormente do que nas outras espécies.

## História da pesquisa

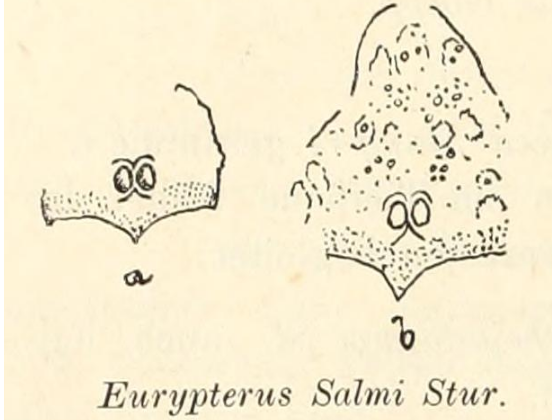
Desenhos de carapaças fósseis fragmentadas de C. salmi, então referidas como Eurypterus salmi, por Dionýs Štúr (1877).

Fósseis hoje reconhecidos como pertencentes a Campylocephalus foram descritos pela primeira vez em 1838 como pertencentes a uma espécie do gênero Limulus, o mesmo gênero do moderno límulo, pelo paleontólogo russo Stepan S. Kutorga. Citando semelhanças com membros do gênero moderno na aparência e anatomia do fóssil um tanto incompleto, Kutorga nomeou-o Limulus oculatus.
O naturalista escocês John Scouler [en] descreveu o gênero Eidothea em 1831 com base em um único cefalotórax fóssil da Escócia, mas não lhe atribuiu um nome específico. Criar um gênero sem espécie vai contra a nomenclatura zoológica ortodoxa, especificamente em conflito, por exemplo, com a Opinião 65 da Comissão Internacional de Nomenclatura Zoológica;

Se um autor designa uma certa espécie como genótipo, presume-se que sua determinação da espécie está correta; se um caso se apresenta em que parece que um autor baseou seu gênero em certos espécimes definidos, em vez de uma espécie, seria bom submeter o caso, com todos os detalhes, à Comissão. No momento atual, é difícil estabelecer uma regra geral. Opinions and declarations rendered by the International Commission on Zoological Nomenclature (1958).
Quaisquer dificuldades taxonômicas implicadas pela designação de Scouler foram facilmente evitadas, no entanto, pela descoberta de que o nome do gênero já estava ocupado por um gênero de moluscos descrito em 1826. Mesmo assim, o nome Eidothea foi associado à espécie de euriptérido escocês Eurypterus scouleri, com um cefalotórax quase idêntico, descrito em 1836.
Em 1860, o paleontólogo francês Edouard D'Eichwald reconheceu que a carapaça e os segmentos torácicos descritos por Kutorga eram bem distintos de Limulus, e assim um novo gênero foi nomeado para conter Limulus oculatus, chamado por D'Eichwald de Campylocephalus. Este nome genérico é composto pelas palavras gregas καμπύλος (kampýlos), que significa "curvado", e κεφαλή (kephalē), que significa "cabeça".
A segunda espécie de Campylocephalus a ser descrita, C. salmi, foi nomeada como uma espécie do bastante distante Eurypterus pelo geólogo e paleontólogo eslovaco Dionýs Štúr em 1877. A descrição de Štúr foi baseada em duas carapaças fósseis incompletas. A primeira carapaça fragmentada preservava apenas a parte inferior da cabeça, terminando em dois arcos pontiagudos e côncavos. Os olhos dessa carapaça estavam próximos um do outro, no centro da carapaça, e em uma porção elevada triangularmente semelhante a alguns espécimes do relacionado Hibbertopterus scouleri. No segundo espécime de carapaça, a carapaça começava a se estender para a frente acima dos olhos. Ambos os fósseis também possuíam protuberâncias de diferentes tamanhos pelo exoesqueleto, mostrando formas e contornos vagos não vistos em outros espécimes do gênero.

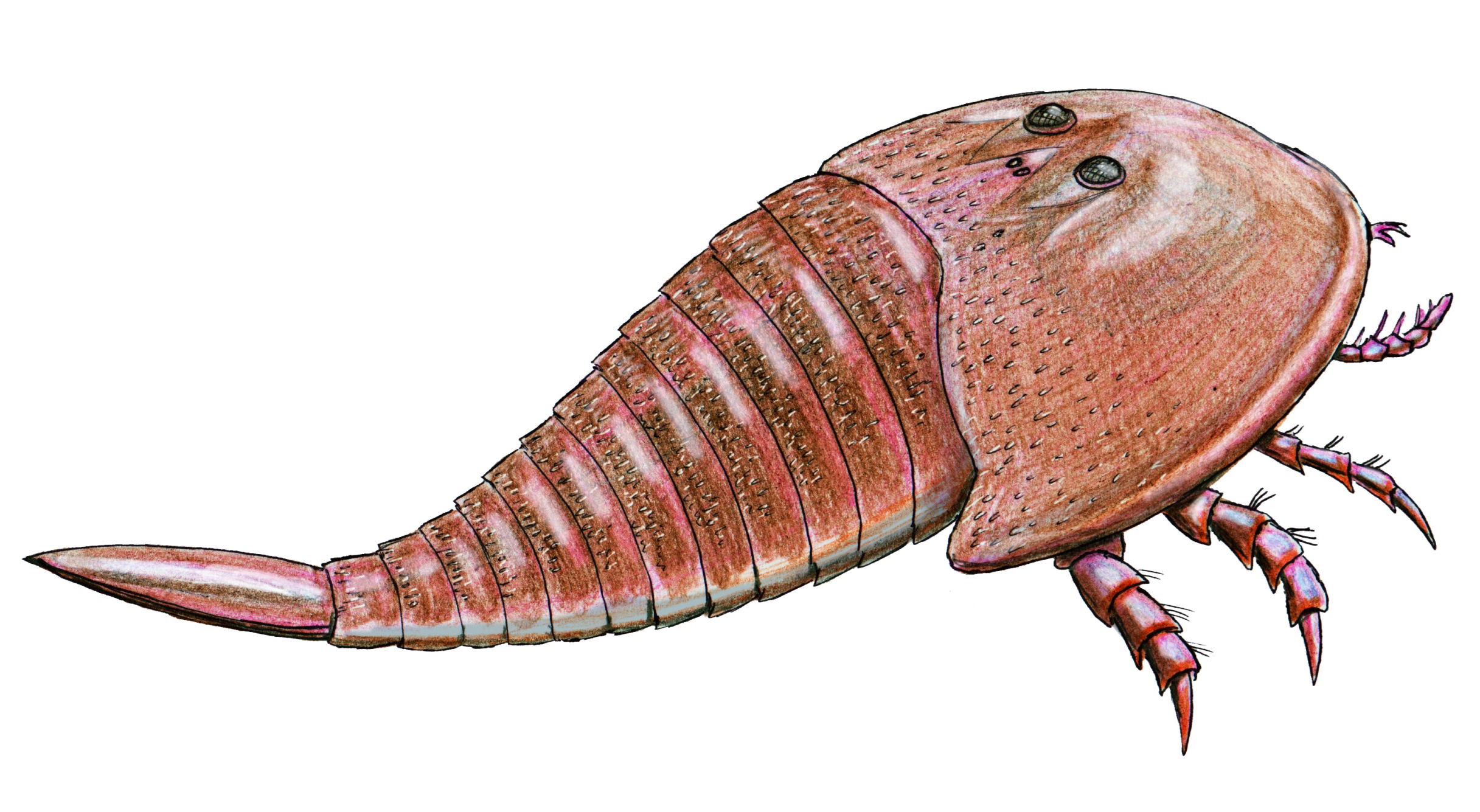
Reconstrução de Hibbertopterus scouleri, outrora considerado uma espécie de Campylocephalus.

Fósseis de Eurypterus scouleri foram comparados à carapaça descrita por Kutorga em 1838 pelo paleontólogo norueguês Leif Størmer em 1951, que concluiu que os dois eram claramente congenéricos. Nesse ponto, D'Eichwald já havia reconhecido os fósseis designados como "Eidothea" por Scouler como representantes de Campylocephalus. Assim, E. scouleri foi classificado como Campylocephalus scouleri. Embora as pernas de Campylocephalus ainda fossem desconhecidas na época, mesmo com a adição da espécie escocesa, qualquer agrupamento com outros gêneros teria que ser feito usando características da carapaça. Comparando a ornamentação da carapaça com outros euriptéridos, Størmer encontrou semelhanças com o gênero Tarsopterella [en] (onde as pernas também eram mais ou menos desconhecidas), o que permitiu que Campylocephalus fosse firmemente colocado dentro da família Stylonuridae (que mais tarde seria elevada a subordem Stylonurina, não confundida com a família de euriptéridos atualmente reconhecida Stylonuridae).
O paleontólogo inglês Charles D. Waterston foi o primeiro a sugerir que C. scouleri talvez não devesse ser considerado congenérico com Campylocephalus, levantando a questão em um artigo de 1958. Ele postulou que, embora a anatomia dorsal do cefalotórax fosse bastante semelhante entre C. scouleri e C. oculatus, a espécie-tipo designada, múltiplos fósseis bem preservados permitiram pesquisas detalhadas sobre a anatomia ventral e os apêndices de C. scouleri desde que os dois foram colocados no mesmo gênero, enquanto a anatomia ventral e os apêndices de C. oculatus permaneciam desconhecidos. Um ano depois, em 1959, o paleontólogo americano Erik Norman Kjellesvig-Waering criou o novo gênero Hibbertopterus para conter C. scouleri (agora Hibbertopterus scouleri) e colocou ambos os gêneros dentro da família Hibbertopteridae.
Descrito pelo paleontólogo russo Alexey G. Ponomarenko em 1985, C. permianus foi originalmente nomeado como uma espécie de Hibbertopterus. O único espécime conhecido dessa espécie é o holótipo, PIN N1209/2, uma carapaça incompleta, mas Ponomarenko pôde listar várias características que a distinguiam de outras espécies referidas a Hibbertopterus. Entre estas, destacavam-se principalmente a posição posterior dos olhos laterais e o fato de esses olhos não serem circulares. Em 2012, o paleontólogo americano James C. Lamsdell demonstrou que essas características únicas eram, na verdade, características diagnósticas do gênero Campylocephalus e, assim, reclassificou-o como sua combinação atual. Embora Ponomarenko tivesse mencionado várias características que também distinguiam C. permianus das espécies então reconhecidas de Campylocephalus, incluindo uma forma diferente da carapaça e algum espessamento do exoesqueleto ao redor dos olhos, Lamsdell determinou que essas distinções não eram válidas. Na visão de Lamsdell, os espécimes da espécie-tipo C. oculatus não estão bem preservados o suficiente para determinar a estrutura precisa dos olhos, e como os fósseis de sua carapaça estão achatados ou incompletos, sua forma não pode ser determinada com total precisão.

## Classificação
Campylocephalus é classificado como parte da família Hibbertopteridae, uma família de euriptéridos dentro da superfamília  Mycteropoidea, ao lado dos gêneros Hibbertopterus e Vernonopterus. O gênero contém três espécies: C. oculatus e C. permianus do Permiano da Rússia e C. salmi do Carbonífero da República Tcheca. A classificação de C. salmi é considerada um tanto incerta, com C. salmi sendo fragmentado (como todas as outras espécies do gênero) e possuindo algumas características únicas (por exemplo, as protuberâncias de tamanhos diferentes ao redor da carapaça).
Os membros da família Hibbertopteridae são unidos como um grupo por serem membros de Mycteropoidea grandes com cefalotórax largo, um télson hastado (por exemplo, em forma de gládio, uma espada romana) com quilhas pareadas na face ventral, ornamentação composta por escamas ou outras estruturas semelhantes no exoesqueleto, o quarto par de apêndices possuindo espinhos, os tergitos mais posteriores do abdômen possuindo escamas em forma de língua perto de suas bordas e havendo lobos posicionados posterolateralmente (posteriormente em ambos os lados) no cefalotórax.
As características de Campylocephalus e Vernonopterus deixam claro que ambos os gêneros representam euriptéridos da família Hibbertopteridae, mas a natureza incompleta de todos os espécimes fósseis atribuídos a eles torna difícil qualquer estudo adicional das relações filogenéticas precisas dentro da Hibbertopteridae. Ambos os gêneros poderiam até representar sinônimos de Hibbertopterus em si, embora a natureza altamente incompleta de seus restos novamente torne essa hipótese impossível de confirmar.O cladograma abaixo é adaptado de Lamsdell (2012), reduzido para mostrar apenas a superfamília Mycteropoidea.
|  | Drepanopterus pentlandicus [en]                                                                   |
|  |                                                                                                   |
|  | \| \| Drepanopterus abonensis [en] \| \| \| \| \| \| Drepanopterus odontospathus [en] \| \| \| \| |
|  |                                                                                                   |
|  | Drepanopterus abonensis [en]                                                                      |
|  |                                                                                                   |
|  | Drepanopterus odontospathus [en]                                                                  |
|  |                                                                                                   |

|  | Drepanopterus abonensis [en]     |
|  |                                  |
|  | Drepanopterus odontospathus [en] |
|  |                                  |

|  | Mycterops mathieui [en]                                                       |
|  |                                                                               |
|  | \| \| Hastimima whitei [en] \| \| \| \| \| \| Megarachne servinei \| \| \| \| |
|  |                                                                               |
|  | Hastimima whitei [en]                                                         |
|  |                                                                               |
|  | Megarachne servinei                                                           |
|  |                                                                               |

|  | Hastimima whitei [en] |
|  |                       |
|  | Megarachne servinei   |
|  |                       |

|  | Mycterops mathieui [en]                                                       |
|  |                                                                               |
|  | \| \| Hastimima whitei [en] \| \| \| \| \| \| Megarachne servinei \| \| \| \| |
|  |                                                                               |
|  | Hastimima whitei [en]                                                         |
|  |                                                                               |
|  | Megarachne servinei                                                           |
|  |                                                                               |

|  | Hastimima whitei [en] |
|  |                       |
|  | Megarachne servinei   |
|  |                       |

|  | Campylocephalus oculatus                                                                  |
|  |                                                                                           |
|  | \| \| Hibbertopterus scouleri \| \| \| \| \| \| Hibbertopterus wittebergensis \| \| \| \| |
|  |                                                                                           |
|  | Hibbertopterus scouleri                                                                   |
|  |                                                                                           |
|  | Hibbertopterus wittebergensis                                                             |
|  |                                                                                           |

|  | Hibbertopterus scouleri       |
|  |                               |
|  | Hibbertopterus wittebergensis |
|  |                               |

|  | Mycterops mathieui [en]                                                       |
|  |                                                                               |
|  | \| \| Hastimima whitei [en] \| \| \| \| \| \| Megarachne servinei \| \| \| \| |
|  |                                                                               |
|  | Hastimima whitei [en]                                                         |
|  |                                                                               |
|  | Megarachne servinei                                                           |
|  |                                                                               |

|  | Hastimima whitei [en] |
|  |                       |
|  | Megarachne servinei   |
|  |                       |

|  | Mycterops mathieui [en]                                                       |
|  |                                                                               |
|  | \| \| Hastimima whitei [en] \| \| \| \| \| \| Megarachne servinei \| \| \| \| |
|  |                                                                               |
|  | Hastimima whitei [en]                                                         |
|  |                                                                               |
|  | Megarachne servinei                                                           |
|  |                                                                               |

|  | Hastimima whitei [en] |
|  |                       |
|  | Megarachne servinei   |
|  |                       |

|  | Campylocephalus oculatus                                                                  |
|  |                                                                                           |
|  | \| \| Hibbertopterus scouleri \| \| \| \| \| \| Hibbertopterus wittebergensis \| \| \| \| |
|  |                                                                                           |
|  | Hibbertopterus scouleri                                                                   |
|  |                                                                                           |
|  | Hibbertopterus wittebergensis                                                             |
|  |                                                                                           |

|  | Hibbertopterus scouleri       |
|  |                               |
|  | Hibbertopterus wittebergensis |
|  |                               |

|  | Drepanopterus pentlandicus [en]                                                                   |
|  |                                                                                                   |
|  | \| \| Drepanopterus abonensis [en] \| \| \| \| \| \| Drepanopterus odontospathus [en] \| \| \| \| |
|  |                                                                                                   |
|  | Drepanopterus abonensis [en]                                                                      |
|  |                                                                                                   |
|  | Drepanopterus odontospathus [en]                                                                  |
|  |                                                                                                   |

|  | Drepanopterus abonensis [en]     |
|  |                                  |
|  | Drepanopterus odontospathus [en] |
|  |                                  |

|  | Mycterops mathieui [en]                                                       |
|  |                                                                               |
|  | \| \| Hastimima whitei [en] \| \| \| \| \| \| Megarachne servinei \| \| \| \| |
|  |                                                                               |
|  | Hastimima whitei [en]                                                         |
|  |                                                                               |
|  | Megarachne servinei                                                           |
|  |                                                                               |

|  | Hastimima whitei [en] |
|  |                       |
|  | Megarachne servinei   |
|  |                       |

|  | Mycterops mathieui [en]                                                       |
|  |                                                                               |
|  | \| \| Hastimima whitei [en] \| \| \| \| \| \| Megarachne servinei \| \| \| \| |
|  |                                                                               |
|  | Hastimima whitei [en]                                                         |
|  |                                                                               |
|  | Megarachne servinei                                                           |
|  |                                                                               |

|  | Hastimima whitei [en] |
|  |                       |
|  | Megarachne servinei   |
|  |                       |

|  | Campylocephalus oculatus                                                                  |
|  |                                                                                           |
|  | \| \| Hibbertopterus scouleri \| \| \| \| \| \| Hibbertopterus wittebergensis \| \| \| \| |
|  |                                                                                           |
|  | Hibbertopterus scouleri                                                                   |
|  |                                                                                           |
|  | Hibbertopterus wittebergensis                                                             |
|  |                                                                                           |

|  | Hibbertopterus scouleri       |
|  |                               |
|  | Hibbertopterus wittebergensis |
|  |                               |

|  | Mycterops mathieui [en]                                                       |
|  |                                                                               |
|  | \| \| Hastimima whitei [en] \| \| \| \| \| \| Megarachne servinei \| \| \| \| |
|  |                                                                               |
|  | Hastimima whitei [en]                                                         |
|  |                                                                               |
|  | Megarachne servinei                                                           |
|  |                                                                               |

|  | Hastimima whitei [en] |
|  |                       |
|  | Megarachne servinei   |
|  |                       |

|  | Mycterops mathieui [en]                                                       |
|  |                                                                               |
|  | \| \| Hastimima whitei [en] \| \| \| \| \| \| Megarachne servinei \| \| \| \| |
|  |                                                                               |
|  | Hastimima whitei [en]                                                         |
|  |                                                                               |
|  | Megarachne servinei                                                           |
|  |                                                                               |

|  | Hastimima whitei [en] |
|  |                       |
|  | Megarachne servinei   |
|  |                       |

|  | Campylocephalus oculatus                                                                  |
|  |                                                                                           |
|  | \| \| Hibbertopterus scouleri \| \| \| \| \| \| Hibbertopterus wittebergensis \| \| \| \| |
|  |                                                                                           |
|  | Hibbertopterus scouleri                                                                   |
|  |                                                                                           |
|  | Hibbertopterus wittebergensis                                                             |
|  |                                                                                           |

|  | Hibbertopterus scouleri       |
|  |                               |
|  | Hibbertopterus wittebergensis |
|  |                               |

## Paleoecologia

O tamanho estimado de C. permianus comparado a um humano

Os membros de Hibbertopteridae como Campylocephalus eram alimentadores por varredura, possuindo espinhos modificados em seus apêndices voltados para a frente que lhes permitiam revolver o substrato de seus ambientes de vida. Embora a alimentação por varredura fosse usada como estratégia por muitos gêneros dentro de Stylonurina, ela era mais desenvolvida em Hibbertopteridae, que possuíam lâminas no segundo, terceiro e quarto par de apêndices. Algumas espécies de Hibbertopterus tinham ráquis (eixos) especializados em forma de pente que eram capazes de capturar pequenas presas e outras partículas orgânicas de alimento.
Embora fossem lentos devido ao seu tamanho massivo e forma robusta, estudos sobre pegadas de Hibbertopterus descobertas na Escócia demonstraram que os membros de Hibbertopteridae podiam caminhar em terra por pelo menos curtos períodos. As trilhas descobertas indicam que eles utilizavam um movimento pesado, com arrancadas e arrastamento, e que a barriga quilhada e o télson deixavam um sulco central para trás. Alguns estudos sugerem que os euriptéridos possuíam um sistema respiratório duplo, o que teria permitido esse tipo de movimento terrestre ocasional.
C. salmi é conhecido da Formação Ostrava da República Tcheca e teria vivido durante o Serpucoviano (326,4–318,1 milhões de anos atrás) do período Carbonífero. Os depósitos onde os fósseis de euriptéridos foram encontrados são depósitos lacustres, o que significa que se formaram no fundo de um antigo lago. Aranhas do gênero Eophrynus [en], parte da extinta ordem de aracnídeos Trigonotarbida, são conhecidas do mesmo local e idade, e numerosos antozoários (o grupo que contém animais como corais e anêmonas-do-mar) são conhecidos da mesma idade dentro da Formação Ostrava.
É difícil fazer afirmações sobre a paleoecologia da espécie-tipo, C. oculatus, pois a localização precisa e a datação do espécime fóssil permanecem um tanto incertas. A maioria dos relatos coloca o fóssil como tendo sido encontrado em um local chamado Dourasovo na Rússia e sendo do Guadalupiano (272,3–259,8 milhões de anos atrás) do período Permiano.
A espécie C. permianus é uma das últimas espécies de euriptéridos conhecidas. O único fóssil que representa a espécie foi descoberto na República Socialista Soviética Autônoma de Komi da União Soviética (a moderna República de Komi da Rússia) em depósitos de aproximadamente a idade do evento de extinção do Permiano-Triássico há 251,9 milhões de anos. No Permiano, Komi teria sido uma região costeira do supercontinente Pangeia. Embora nenhum outro fóssil da mesma idade exata tenha sido relatado, outras formas de vida da idade Permiana conhecidas da região incluem membros do filo Ectoprocta e bivalves.
No início do Permiano, os euriptéridos já estavam em declínio em relação ao que haviam sido seus números e diversidade. O grupo foi um dos muitos fortemente afetados pela extinção do Devoniano Superior, que extinguiu todos os euriptéridos da subordem Eurypterina (aqueles com nadadeiras) exceto um único gênero ( Adelophthalmus). Das 16 famílias de euriptéridos que viviam no início do período Devoniano, três famílias sobreviveram e persistiram no período Carbonífero, todas contendo apenas espécies não marinhas. No Permiano, apenas quatro gêneros ainda estavam vivos: Adelophthalmus (família  Adelophthalmidae), Hastimima e Woodwardopterus (família Mycteroptidae), e o próprio Campylocephalus. Tanto Adelophthalmus quanto Hastimima foram extintos durante o Cisuraliano, o que deixou Campylocephalus como um dos apenas dois gêneros vivos de euriptéridos por mais de 20 milhões de anos até sua própria extinção no evento de extinção do Permiano-Triássico. Woodwardopterus também foi extinto por volta desse período.